# 沙尔莫维莱尔
沙尔莫维莱尔（法語：Charmauvillers）是法国杜省的一个市镇，属于蒙贝利阿尔区（Montbéliard）迈克县（Maîche）。该市镇总面积10.47平方公里，2009年时的人口为259人。

## 人口
沙尔莫维莱尔人口变化图示